# The Race to Urga
The Race to Urga é um musical composto em 1968, com música de Leonard Bernstein e libreto de Stephen Sondheim. Inicialmente era para ter tido sua première no Lincoln Center, em Janeiro de 1969, mas quando Robbins deixou a produção, a apresentação foi cancelada.
O musical só foi realmente apresentado em Abril/Maio de 1987 em uma produção no Mitzi Newhouse Theater no Lincoln Center, dirigido e coreografado por Jerome Robbins. Não há nenhuma gravação dessa apresentação.

## Partes
- Prologue Marches
- Intro / In Seven Days Flat
- You're In Hann
- The Secret
- The Suspicion Song
- Coolie's Dilemma
- Doors to Urga
- Get Your Ass In There
- Coolie's Prayer
- Number One
- The Zorba's Dance